# Dioscorea lisae
Dioscorea lisae är en enhjärtbladig växtart som beskrevs av Laurence J. Dorr och Stergios. Dioscorea lisae ingår i släktet Dioscorea och familjen Dioscoreaceae. Inga underarter finns listade i Catalogue of Life.